# Перепис населення Ірану (2006)
Загальний перепис населення та житлового фонду 2006 року — перепис населення та житлового фонду Ірану, який відбувся по всій країні восени 2006 року. Розпочався 28 жовтня 2006 року. Мав має свої особливості, які відрізняли його від попередніх переписів. Це був перший перепис населення у країні, що не лише визначав його чисельність, але й містив вибірку характеристик. За даними цього перепису, загальна чисельність населення Ірану станом на 2006 рік становила 70495782 особи, із яких 50,88 % були чоловіки і 49,12 % — жінки. Крім того, середній розмір домогосподарства за підрахунками становив 4,03 особи. Серед них кількість літніх людей (старших 60 років) склала 5 млн, що становить 7,4 % від загальної чисельності населення країни. За прогнозами до 2050 року це число сягне 25 мільйонів осіб.